# Thecla phrynisca
Thecla phrynisca är en fjärilsart som beskrevs av Hermann Burmeister 1878. Thecla phrynisca ingår i släktet Thecla och familjen juvelvingar. Inga underarter finns listade i Catalogue of Life.